# 约翰·格奥尔格·雷普索尔德
约翰·格奥尔格·雷普索尔德（德語：Johann Georg Repsold，1770年9月19日—1830年1月14日），德国天文学家。小行星906和月球雷普索尔环形山皆以其命名。
1799年，雷普索尔德加入汉堡市消防队。1802年，雷普索尔德开始建立个人观测站，并与海因里希·克里斯蒂安·舒马赫合作进行天体观测。不幸的是，他的观测站于1811年在拿破仑战争中被摧毁。在汉堡市政府的资助下，他于1825年新建了观测站。1830年，雷普索尔德在执行救火任务时去世，其观测站由政府接管。今天观测站已经被改建为汉堡市博物馆。